# Quarto Football Club
Il Quarto Football Club, noto semplicemente come Quarto, è stata una società calcistica italiana con sede nel comune di Quarto dei Mille (poi divenuto rione di Genova).

## Storia
Il Quarto Football Club è stata una squadra genovese esistita negli anni venti. Vanta tre partecipazioni al campionato di Seconda Divisione (allora il secondo livello del calcio italiano); il club ha avuto vita breve tanto che si è subito sciolto nel 1926.
Nel secondo dopoguerra ha preso parte nuovamente a campionati, raggiungendo la Serie C nel 1947. Ha quindi partecipato ad alcuni campionati regionali nei primi anni 1950.